# Щелепи

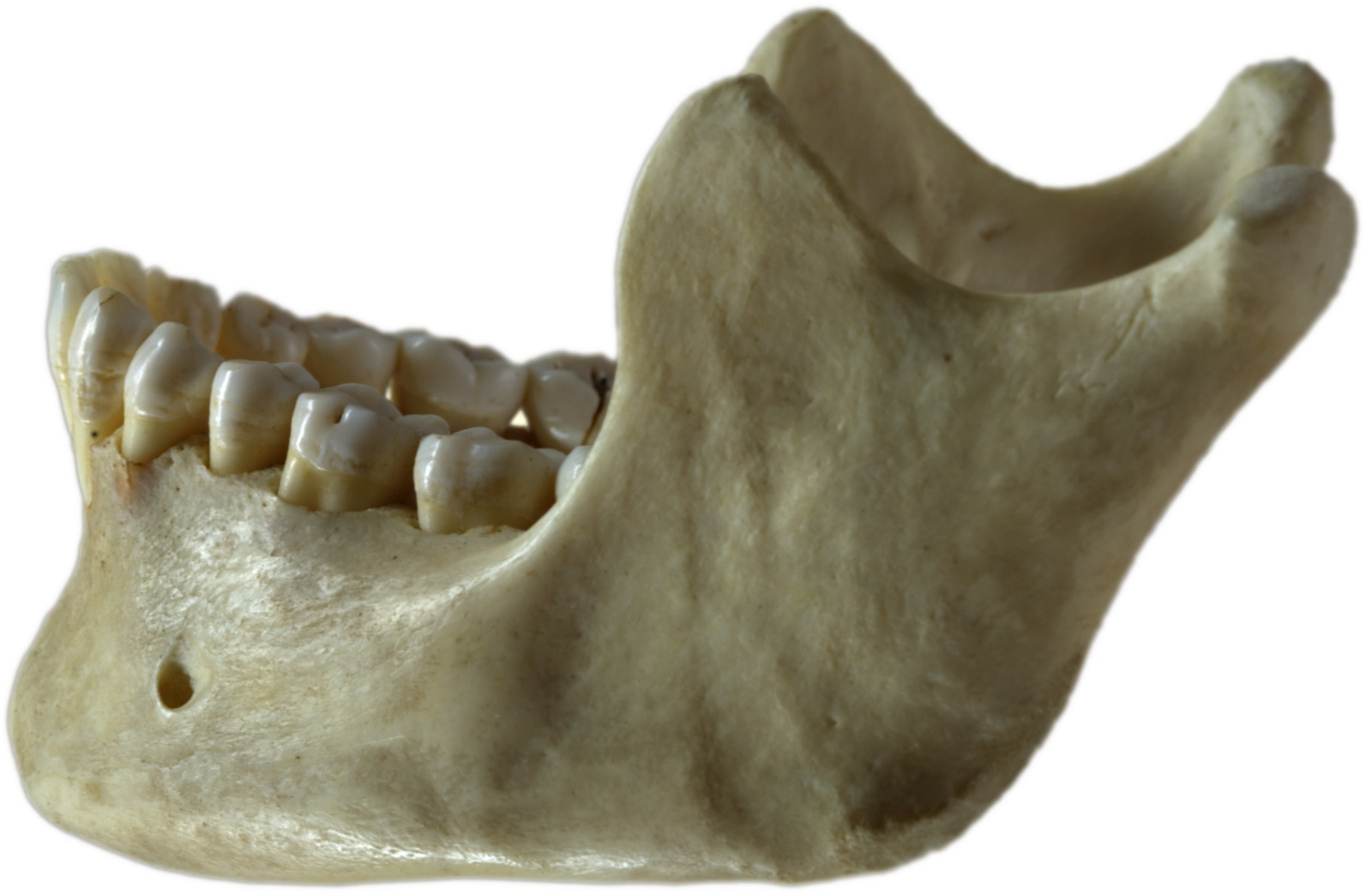
Людська нижня щелепа, вид зліва

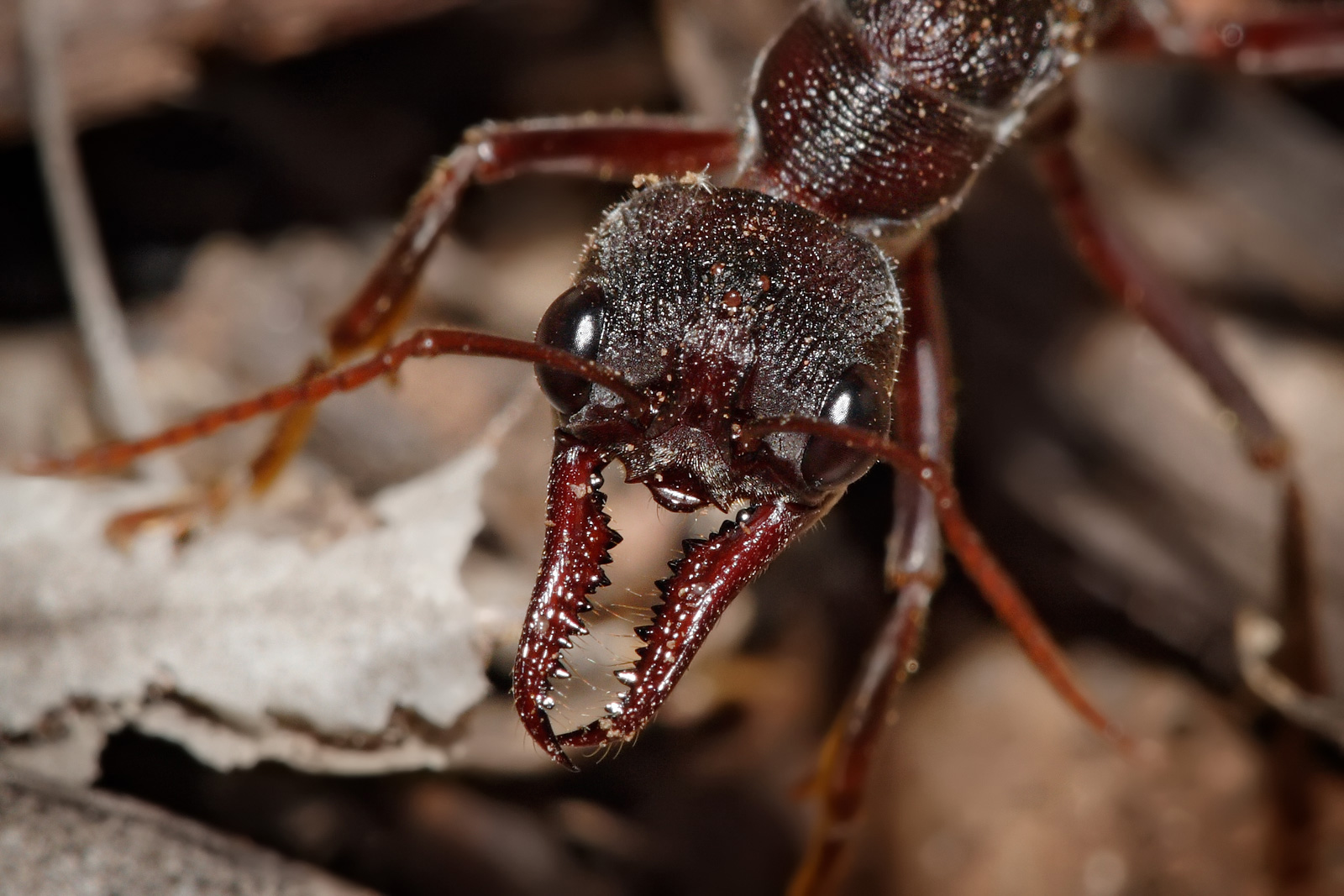
Мандибули мурашки

Мурени мають два набори щелеп: щелепи, якими вони захоплюють здобич та щелепи, що розташовані далі у ротовій порожнині. Вони рухать їжу по стравоходу для ковтання

Ще́лепи (лат. maxilla, mandibula) — у тварин — органи різного походження, переважно тверді (скелетні) структури, розташовані в області ротового отвору, що слугують для захоплення і подрібнення їжі. Щелепний апарат включає скелетні і м'язові утворення, пов'язані з цими функціями.
У представників різних систематичних груп щелепи мають різну будову і утворюються в процесі індивідуального розвитку з різних зачатків, тобто є аналогічними органами.
Щелепи є у багатьох безхребетних (деякі черви, молюски, членистоногі, оніхофори, з голкошкірих — морські їжаки). Серед круглих червів щелепи має більшість вільноживучих форм і ряд паразитичних. Основою щелеп у коловерток і кільчастих червів є кутикулярні структури. У оніхофор і членистоногих роль щелеп виконують зовнішні придатки голови (що іноді повторно укладаються всередину головної хітинової капсули). Найтиповішою для членистоногих наявність однієї пари верхніх, або передніх, щелеп (мандибул) і двох (рідше за одну) пар нижніх, або задніх, щелеп (максил). У комах друга пара нижніх щелеп, зливаючись, утворює нижню губу. У хеліцерових є дві пари головних придатків, що частково здійснюють функцію щелеп: хеліцери служать для захоплення їжі, лежачі позаду них педіпальпи використовуються для її роздрібнення. У ракоподібних і трахейнодишних щелепний апарат представлений мандибулами і максилами. У тих випадках, коли голова злиться з грудьми в головогруди, кінцівки грудних члеників зазвичай також служать для захоплення їжі і називаються ногощелепами (ракоподібні, губоногі багатоніжки). Серед павукоподібних складно влаштований щелепний апарат (перетворені 1 і 2 пари кінцівок, хеліцери і педіпальпи) мають кліщі. У молюсків роль щелеп виконує кутикулярний перетираючий апарат, так звана радула. Найхимерніший щелепний апарат у морських їжаків (див. Арістотелів ліхтар).
Всі хребетні діляться на 2 великих групи: безщелепні (з класом круглоротих) і щелепні (включають решту всіх класів) — з розвиненими щелепами. У безщелепних хребетних (круглороті) щелепи відсутні. У щелепних щелепи розташовані в лицьовій (вісцелярною) частині черепа, хрящові або кісткові щелепи розвинулися з 2-ї вісцелярної дуги, що втратила свої початкові функції опори і вентиляції зябер. У більшості хребетних щелепи оснащені зубами, у деяких форм на черепі немає зубів і на них розвивається роговий покрив (дзьоб). Спочатку щелепна дуга зміцнювалася на черепі тільки власним верхнім елементом (див. Протостилія). У риб область щелепного суглоба отримала додаткову опору за допомогою верхнього елементу під'язикової дуги. Подальша еволюція щелепного апарату хребетних визначалася удосконаленням його роботи при різних типах живлення.
У процесі еволюції вони вперше утворилися у риб у результаті перетворення однієї з передніх (третьою) пар зябрових дуг. Її верхній і нижній елементи редукувалися, а середні відділи збільшилися, перетворившись на первинну верхню щелепу, або піднебінноквадратний хрящ, і первинну нижню щелепу, або меккелів хрящ. У хрящових риб є тільки первинні хрящові щелепи, озброєні зубами, похідними плакоїдних лусок, що є у кісткових риб, земноводних, плазунів, птахів і ссавців в задніх відділах верхньої і нижньої щелепи розвиваються заміщаючі окостеніння, одягнені покривними кістками, з яких формуються вторинні щелепи. Верхньою щелепою, починаючи з кісткових риб, є вторинна щелепа, представлена передщелепною і щелепною кістками. З появою вторинної щелепи, кістки якої розташовуються по краю рота, первинна верхня щелепа відтісняється все далі назад, в піднебінну область черепа, і у плазунів, птахів і ссавців втрачає зуби. У деяких форм зуби на щелепі відсутні і на них розвивається роговий покрив (дзьоб). Розвиток щелепи — найважливіший етап в еволюції хребетних тварин, що визначив можливість переходу від пасивного живлення до активного захоплення здобичі.

## Щелепи людини
У людини щелепи — найбільші кістки лицьового черепа. Верхня щелепа (maxilla) — парна кістка; складена двома верхньощелепними кістками. Займає половину верхньої частини обличчя, величина і конфігурація її істотно впливають на його форму. У верхньощелепної кістки розрізняють тіло з передньою (медіальною, оберненою в порожнину носа) і задньою поверхнями і 4 відростки (лобовий, альвеолярний, скуластою і піднебінний). Верхня частина кістки у вигляді увігнутої пластинки складає нижню стінку орбіти. Усередині тіла знаходиться порожнина — верхньощелепна (гайморова) пазуха, що сполучається з носовою порожниною через отвір на медіальній (носовий) поверхні. Альвеолярний відросток є нижнім краєм верхньої Щелепи, містить вісім лунок для зубів. Разом з відростком іншої верхньощелепної кістки утворює зубну альвеолярну дугу. Нижня щелепа (mandibula) утворена нижньощелепною непарною кісткою лицьового скелета. Ця єдина рухома кістка черепа розвивається з симетричних лівої і правої половин, що зростаються посередині; займає нижній відділ особи. Характеризується V-подібною формою. Від тіла нижньої щелепи відходять вгору вертикально або криво 2 гілки. Верхній край тіла представляє альвеолярну дугу з 16 ямочками для зубів. Кінець кожної гілки роздільний на 2 відростки: вінцевий, до якого прикріпляється скроневий м'яз, і виростковий, такий, що зчленовується зі скроневою кісткою. Кут між гілкою і тілом коливається від 90 до 140°. У верхній і нижній Щелепі проходять нерви і судини, зуби, що забезпечують кров'ю.